# Broekzijder Molen

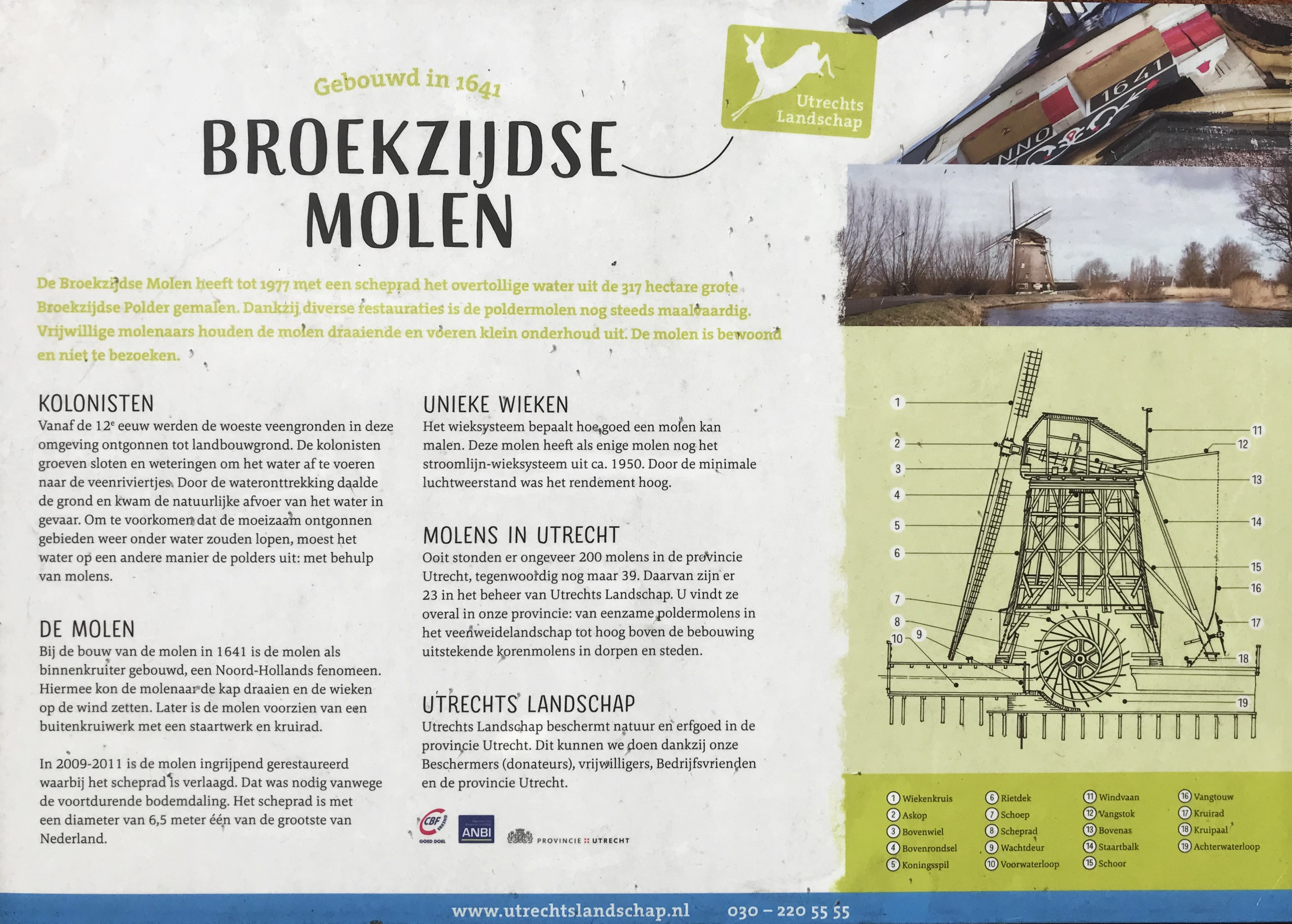
Informatiebord bij de molen

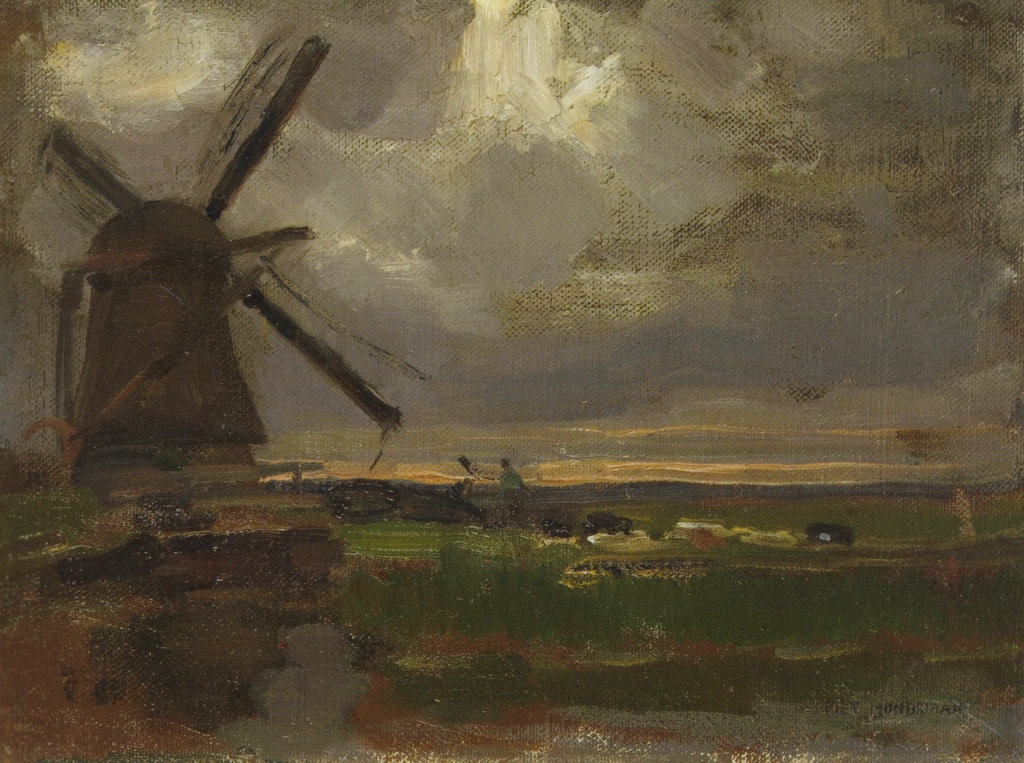
Molen aan 't Gein, de molen geschilderd door Piet Mondriaan

De Broekzijder Molen (ook: Broekzijdse Molen) is een Nederlandse windmolen uit 1641 aan het riviertje het Gein, die werd gebruikt als poldermolen.
Hij bemaalde tot 1980 de Broekzijdse polder, de laatste jaren ondersteund door een hulpgemaal. Op vrijwillige basis wordt er nog mee gemalen. De molen is oorspronkelijk gebouwd als binnenkruier en is later verbouwd tot bovenkruier. In 1952 is de fokwiek voorzien van windborden.
In 2010 is de molen volledig gerenoveerd en is daardoor weer in dienst als poldergemaal. Het schoepenrad is circa 1,5 meter verlaagd om het lagere polderpeil te kunnen halen. De molen is sindsdien weer een belangrijk onderdeel van de totale polderbemaling.
De Broekzijder Molen was eigendom van het waterschap Broekzijds. Sinds 1968 is de molen bezit van de Stichting De Utrechtse Molens. Hij kan niet worden bezocht.

## Techniek
- type: grondzeiler (achtkante bovenkruier)
- kruiwerk: 48 rollen, kruirad
- constructie: eikenhouten romp, gedekt met riet, op gemetselde fundering
- vlucht: 26,06 meter
- binnenroede: Oudhollands
- buitenroede: fokwiek volgens Dekker
- vang: Vlaamse blokvang